# Алберт Виктор од Велике Британије
Принц Алберт Виктор, војвода од Кларенса и Авондејла (Алберт Виктор Кристијан Едвард; енгл. Albert Victor Christian Edward, Duke of Clarence and Avondale; Виндзор, 8. јануар 1864 — Норфок, 14. јануар 1892), био је најстарије дете принца и принцезе од Велса (касније краља Едварда VII и краљице Александре). Од свог рођења био је други у реду за наслеђивање британског престола, али није постао краљ нити принц од Велса јер је преминуо пре свог оца и баке по оцу, краљице Викторије.
Алберта Виктора су чланови његове породице и многи каснији биографи називали Еди. Као млад, пуно је путовао светом као кадет Краљевске морнарице, а као одрастао човек придружио се Британској војсци, али није обављао активне војне дужности. Након два неуспешна удварања, крајем 1891. године верио се са својом рођаком из другог колена, принцезом Викторијом Мери од Тека. Неколико недеља касније, преминуо је током велике пандемије. Мери се касније удала за његовог млађег брата, будућег краља Џорџа V.
Интелигенција, сексуалност и ментално здравље Алберта Виктора били су предмет спекулација. Гласине из његовог времена доводиле су га у везу са скандалом у улици Кливленд, који је укључивао хомосексуални бордел. Међутим, нема коначних доказа да је икада био тамо или да је био хомосексуалац. Неки аутори су тврдили да је он био серијски убица познат као Џек Трбосек или да је био умешан у убиства, али савремени документи показују да Алберт Виктор није могао бити у Лондону у време убистава, те се та тврдња у великој мери одбацује.

## Биографија

### Младост
Алберт Виктор је рођен два месеца превремено, 8. јануара 1864. године, у Фрогмор Хаусу у Виндзору. Био је прво дете Алберта Едварда, принца од Велса, и његове супруге Александре од Данске. По жељи своје баке, краљице Викторије, добио је име Алберт Виктор по краљици и њеном покојном супругу, принцу Алберту. Као унук владајућег британског монарха по мушкој линији и син принца од Велса, од рођења је званично носио титулу Његово Краљевско Височанство, принц Алберт Виктор од Велса. Крштен је као Алберт Виктор Кристијан Едвард у приватној капели Бакингемске палате 10. марта 1864. године, од стране надбискупа од Кентерберија, Чарлса Лонглија, али је неформално био познат као Еди.

### Образовање
Када је Алберт Виктор имао нешто мање од седамнаест месеци, у јуну 1865. године рођен је његов брат, принц Џорџ од Велса. Због мале разлике у годинама, заједно су се образовали. Године 1871, краљица је именовала Џона Нила Далтона за њиховог тутора. Принчеви су имали строг програм који је укључивао игре, војне вежбе и академске предмете. Далтон је приметио да је ум Алберта Виктора „ненормално успорен“.
Иако је научио да говори матерњи језик своје мајке, дански, његов напредак у другим језицима и предметима био је спор. Сер Хенри Понсонби је сматрао да је Алберт Виктор можда наследио мајчину наглувост. Принц никада није показао изузетне интелектуалне способности. Могућа физичка објашњења за његову непажњу у настави укључују нападе губљења свести или последице превременог рођења, које могу довести до тешкоћа у учењу. Леди Џералдин Сомерсет кривила је Далтона за његово слабо образовање, сматрајући га неинспиративним учитељем.
Разматрано је раздвајање браће током остатка њиховог образовања, али је Далтон саветовао принца од Велса да их не раздваја јер је „принцу Алберту Виктору била потребна стимуланс присутности принца Џорџа као подстицај за рад“. Године 1877. обојица су уписани у Краљевску морнаричку обуку на броду HMS Britannia. Студирање су започели два месеца касније од осталих кадета јер је Алберт Виктор оболео од тифуса, који је лечио сер Вилијам Гал. Далтон је био са њима као капелан брода.
Године 1879, после великих консултација између краљице, принца од Велса и владе, краљевски принчеви су послати као кадети на трогодишњу светску турнеју бродом HMS Bacchante. Алберт Виктор је на свој шеснаести рођендан добио чин мидшипмена. Посетили су Америку, Фокландска острва, Јужну Африку, Аустралију, Фиџи, Далеки исток, Сингапур, Цејлон, Аден, Египат, Свету земљу и Грчку, а у Јапану су добили тетоваже. По повратку у Британију, Алберт Виктор је имао осамнаест година.
Године 1883, браћа су раздвојена; Џорџ је наставио службу у морнарици, док је Алберт Виктор уписао Тринити колеџ у Кембриџу. У Баћелоров Хаусу, у Сандрингему, очекивало се да се интензивно припрема у друштву Далтона, француског инструктора Мосије Хуа и новоименованог тутора Џејмса Кенета Стивена. Неки биографи су тврдили да је Стивен био мизогиниста, иако је то недавно доведено у питање,а могуће је да је осећао емотивну повезаност са Албертом Виктором, али да ли су његова осећања била отворено хомосексуална остаје нејасно. Стивен је у почетку био оптимистичан у вези са подучавањем принца, али до тренутка када је требало да се преселе у Кембриџ, закључио је: „Мислим да он не може имати значајне користи од похађања предавања у Кембриџу... Он једва да разуме значење речи 'читати'“.
На почетку новог семестра у октобру, Алберт Виктор, Далтон и поручник Хендерсон са брода Bacchante преселили су се у Невилово двориште на Тринити колеџу, које је обично било резервисано за смештај професора, а не студената. Принц је показивао мало интересовања за интелектуалну атмосферу и био је ослобођен испита, иако се укључио у студентски живот. Упознао је Оскара Браунинга, познатог професора који је организовао забаве и „показивао наклоност оним студентима који су били лепи и привлачни“, као и Алфреда Фрипа, Далтоновог кума, који је касније постао његов лекар и краљевски хирург. Није познато да ли је имао било каква сексуална искуства у Кембриџу, али партнери оба пола били су му доступни.
У августу 1884. године, провео је извесно време на Универзитету у Хајделбергу учећи немачки језик, пре него што се вратио у Кембриџ. Напустио је Кембриџ 1885. године, где је већ служио као кадет у 2. батаљону Универзитета у Кембриџу, а убрзо је именован за официра у 10. хусарској регименти. Године 1888. додељена му је почасна диплома од стране универзитета.
Један од инструктора Алберта Виктора је рекао да је учио слушањем, а не читањем или писањем, и да није имао потешкоћа у памћењу информација. Међутим, принц Џорџ, војвода од Кембриџа, имао је мање повољно мишљење о њему, назвавши га „непоправљивом и неисцељивом ленчугом“. Принцеза Аугуста од Кембриџа такође је била омаловажавајућа, назвавши га: „si peu de chose“ [тако мала ствар].
Већи део времена које је Алберт Виктор провео на дужности у Олдершоту било је посвећено војним вежбама, које није волео, мада је уживао у игрању пола. Положио је своје испите и у марту 1887. године био је распоређен у Хаунслоу, где је унапређен у чин капетана. Имао је више јавних обавеза, посетио је Ирску и Гибралтар и свечано отворио висећи мост у Хамерсмиту.
Што се тиче његовог приватног живота, један од пријатеља из детињства Алберта Виктора касније је рекао да је био незанимљив: „његови братски официри су рекли да би волели да га уведу у свет, али је он то одбијао“.

## Скандал у улици Кливленд
У јулу 1889. године, Метрополитен полиција је открила мушки бордел којим је управљао Чарлс Хамонд у улици Кливленд у Лондону. Током полицијског испитивања, мушке проститутке и сводници открили су имена својих клијената, међу којима је био и лорд Артур Сомерсет, високи адјутант принца од Велса. У то време, сви хомосексуални односи између мушкараца били су илегални, а клијенти су се суочавали са друштвеном осудом, кривичним гоњењем и, у најгорем случају, казном од две године затвора уз принудни рад.
Настали скандал у Кливленд стриту упрљао је углед других високих личности британског друштва, а гласине су кружиле високим круговима Лондона да је у њега умешан и члан краљевске породице, конкретно принц Алберт Виктор. Проститутке нису именовале Алберта Виктора, а претпоставља се да је адвокат лорда Сомерсета, Артур Њутон, измислио и проширио гласине како би скренуо пажњу са свог клијента. Писма размењена између државног адвоката, сера Огастуса Стивенсона, и његовог помоћника Хамилтона Кaфа, садрже шифроване референце на Њутонове претње да ће умешати Алберта Виктора.
У децембру 1889. године, извештавано је да су принц и принцеза од Велса били „свакодневно изложени анонимним писмима најскандалознијег карактера“ која се односе на овај скандал. Принц од Велса је интервенисао у истрази; ниједан клијент никада није гоњен, а ништа што би оптужило Алберта Виктора није доказано. Сер Чарлс Расел је ангажован да прати ток случаја у име Алберта Виктора.
Иако не постоје коначни докази за или против његове умешаности, нити да је икада посетио хомосексуални клуб или бордел, гласине и прикривање довеле су до тога да неки биографи спекулишу да је он посетио улицу Кливленд и да је „могуће бисексуалан, вероватно хомосексуалан“. Ово оспоравају други коментатори, од којих један тврди да је био „страствено хетеросексуалан“ и да су гласине о њему „помало неправедне“. Историчар Х. Монтгомери Хајд је написао: „Нема доказа да је био хомосексуалан или чак бисексуалан.“
Иако су енглеске новине избегавале да спомињу име Алберта Виктора у вези са случајем, новине на велшком језику, као и оне у колонијама и Америци, биле су мање уздржане. Њујорк тајмс га је исмевао називајући га „глупаком“ и „тупавим перверзним дечаком“ који „никада неће бити дозвољено да се попне на британски престо“. Према једном америчком извештају, када је у мају 1890. године одлазио са железничке станице Гар ди Нор у Паризу, Алберта Виктора је поздравила окупљена група Енглеза, али су га неки Французи звиждали и исмевали. Један новинар је питао да ли жели да коментарише „разлог свог изненадног одласка из Енглеске“. Према извештају, „Принчево жуткасто лице је поцрвенело, а очи су му изгледале као да ће искочити из дупљи“, док је један од његових сапутника укорио новинара због дрскости.
Сестра лорда Сомерсета, Лејди Вотерфорд, негирала је да њен брат зна било шта о Алберту Виктору. Писала је: „Сигурна сам да је дечак исправан као линија ... Артур уопште не зна како или где дечак проводи време ... верује да је дечак потпуно невин.“ Лејди Вотерфорд је такође веровала у Сомерсетовe тврдње о његовој невиности. У приватним писмима пријатељу лорду Ешеру, Сомерсет негира да директно зна било шта о Алберту Виктору, али потврђује да је чуо гласине и нада се да ће оне помоћи да се спречи гоњење. Писао је:
Сасвим разумем да је принц од Велса веома раздражен због тога што је име његовог сина повезано са овим, али то је било тако и пре него што сам ја отишао ... обојица смо оптужени да смо ишли на то место, али не заједно ... завршиће се тако што ће се на суду изнети управо оно што сви покушавају да прикрију. Питам се да ли је то заиста чињеница или само изум тог зликовца Х[амонда].
Додао је:
Никада нисам споменуо дечаково име осим Пробину, Монтагу и Нолсу када су поступали у моје име и мислио сам да треба да знају. Да су били мудри, знајући шта ја знам, а тиме и шта други знају, требало је да утишају ствар, уместо да је распламсају, као што су то учинили са свим властима
Гласине су опстајале; шездесет година касније званични биограф Џорџа V, Харолд Николсон, добио је информацију од лорда Годара, који је током скандала био дванаестогодишњи ученик, да је Алберт Виктор „био умешан у сцену мушког бордела и да је један адвокат морао да изврши кривоклетство да га ослободи. Адвокат је због свог преступа скинут са листе, али је касније враћен.“
Међутим, ниједан адвокат у овом случају није осуђен за кривоклетство или скинут са листе током скандала. Сомерсетов адвокат, Артур Њутон, осуђен је за опструкцију правде јер је помагао својим клијентима да побегну у иностранство, и осуђен на шест недеља затвора. Преко двадесет година касније, 1910. године, Њутон је привремено скинут са листе на дванаест месеци због професионалног прекршаја након што је фалсификовао писма другог клијента, озлоглашеног убице др Крипена. Године 1913, Њутон је трајно скинут са листе и осуђен на три године затвора због прибављања новца лажним представљањем.

## Турнеја по Индији
Страни медији су сугерисали да је принц Алберт Виктор послат на седмомесечну турнеју по Британској Индији, од октобра 1889. године, како би се избегли трачеви који су преплавили лондонско друштво након скандала. У ствари, путовање је било планирано још у пролеће исте године. Путујући преко Атине, Порт Саида, Каира и Адена, Алберт Виктор је стигао у Бомбај 9. новембра 1889. године. У Хајдерабаду га је раскошно угостио низам, а на другим местима разни махараџе. У Бангалору је 30. новембра 1889. положио камен темељац за стаклену кућу у ботаничкој башти Лалбаг. Божић је провео у Мандалеју, а Нову годину у Калкути. Већи део путовања обављан је возом, мада су церемонијално коришћени и слонови. У складу са обичајима тог доба, велики број животиња је ловљен ради спорта.
Током путовања, Алберт Виктор је упознао госпођу Марџери Хадон, супругу инжењера Хенрија Хадона. Након неколико неуспелих бракова и смрти принца, Марџери је дошла у Енглеску и тврдила да је принц отац њеног сина Кларенса Хадона. Није постојао никакав доказ, а њене тврдње су одбачене. Постала је алкохоличарка и деловала је као да није при себи. Наводи су пријављени Бакингемској палати, а шеф специјалног одељења полиције спровео је истрагу. Документи у Националном архиву показују да ни дворјани ни Марџери нису имали доказе који би подржали ове тврдње. У изјави полицији, принчеви адвокати су признали да је било „извесних односа“ између њега и госпође Хадон, али су негирали тврдњу о очинству.
Ипак, током 1920-их, њен син Кларенс је поново изнео ову причу и објавио књигу у Сједињеним Америчким Државама под насловом My Uncle George V, у којој је тврдио да је рођен у Лондону у септембру 1890, око девет месеци након сусрета између Алберта Виктора и госпође Хадон. Године 1933, био је оптужен за уцену и покушај изнуде након што је краљу писао тражећи новац за ћутање. На суђењу у јануару следеће године, тужилаштво је представило документа која показују да су Кларенсови папири за регрутацију, венчани лист, официрска комисија, демобилизациони папири и радни досије сви показивали да је рођен 1887. или раније, најмање две године пре сусрета Алберта Виктора са госпођом Хадон. Кларенс је проглашен кривим, а судија, сматрајући да пати од заблуда, није га послао у затвор, већ га је условно осудио на три године под условом да више не износи тврдње да је син Алберта Виктора. Кларенс је прекршио услове и био је затворен на годину дана. Одбачен као чудак, умро је сломљеног духа. Чак и да је тврдња Кларенса била истинита, као и код других нелегитимних рођења, то не би утицало на краљевску линију наслеђивања.
По повратку из Индије, Алберт Виктор је 24. маја 1890. године, на 71. рођендан краљице Викторије, проглашен за војводу од Кларенса и Авондејла и грофа од Атлона.

## Потенцијалне невесте
Године 1889. краљица Викторија је изразила жељу да се Алберт Виктор ожени својом рођаком, принцезом Аликс од Хесеа и Рајне, која је била једна од њених омиљених унука. У замку Балморал, Алберт Виктор је запросио Аликс, али она није узвратила његова осећања и одбила је његову понуду за веридбу. Он је наставио да је убеђује да се уда за њега, али је коначно одустао 1890. године када му је послала писмо у којем је написала „колико је жалости што га повређује, али да не може да се уда за њега, ма колико га волела као рођака“. Године 1894. Аликс се удала за цара Николаја II од Русије, још једног рођака Алберта Виктора.
Након што је предлог да се ожени Аликс пропао, краљица је предложила Алберту Виктору да се ожени другом рођаком из првог колена, принцезом Маргаретом од Пруске. Дана 19. маја 1890. године, краљица му је послала формално писмо у којем је изнела своје мишљење о Маргаретиној подобности да постане краљица: „Од неколико могућих принцеза (јер, наравно, ниједна дама из друштва никако не долази у обзир), мислим да нико није вероватнији да вам одговара и да се боље уклапа у положај од ваше рођаке Моси... Она није баш лепа, али има веома лепу фигуру, веома је љупка и полуенглескиња с великом љубављу према Енглеској, што ћете тешко пронаћи код других, ако уопште постоје.“ Иако је Алберт Викторов отац одобрио предлог, краљичин секретар Хенри Понсонби је обавестио да ће се Алберт Викторова мајка „најоштрије противити и да је то већ учинила“. Од краљичиног предлога није било ништа.
У међувремену, Алберт Виктор се заљубио у принцезу Хелену Орлеанску, ћерку принца Филипа, грофа од Париза, претендента на француски престо који је живео у Енглеској након што је протеран из Француске 1886. године. У почетку, краљица Викторија се противила било каквој веридби јер је Хелена била римокатолкиња. Међутим, након што су Алберт Виктор и Хелена поверили своју љубав краљици, она је попустила и подржала предложени брак. Хелена је понудила да пређе у англиканску цркву, а Алберт Виктор је понудио да се одрекне права на наслеђе круне како би се оженио њом.
На разочарање пара, Хеленин отац је одбио да прихвати брак и био је непоколебљив да она не може да промени веру. Хелена је лично отпутовала да се обрати папи Лаву XIII, али је он потврдио пресуду њеног оца, и удварање је окончано. Када је Алберт Виктор умро, његове сестре Мод и Луиза су саосећале с Хеленом и тешиле њу као његову праву љубав, уместо његову вереницу, принцезу Викторију Мери од Тека. Мод је рекла Хелени да је „сахрањен с твојим малим новчићем око врата“, а Луиза је додала да је „твој у смрти“. Хелена је касније постала војвоткиња од Аосте.
До 1891. године, под разматрањем је била још једна потенцијална невеста, принцеза Викторија Мери од Тека. Мери је била ћерка краљичине рођаке из првог колена, принцезе Мери Аделаиде, војвоткиње од Тека. Краљица је била веома подржавајућа, сматрајући Мери идеалном, шармантном, разумном и лепом. Дана 3. децембра 1891. године, Алберт Виктор је, на Мериино „велико изненађење“, запросио у Лутон Хуу, сеоском имању данског амбасадора у Британији. Венчање је било заказано за 27. фебруар 1892. године.

## Лични живот
Године 1891. Алберт Виктор је писао Лејди Сибил Сент Клер Ерскин да је поново заљубљен, иако није навео у кога. Недељу дана након првог писма, упитао је Ерскин: „Питам се да ли ме заиста мало волиш? ... Био бих веома срећан ако ме волиш макар мало.“
Крајем 1891. године, Алберт Виктор је био повезан с некадашњом корепетиторком из позоришта Гајети, Лидијом Милер (уметничко име Лидија Ментон), која је извршила самоубиство попивши карболну киселину. Иако је она била званична љубавница Лорда Чарлса Монтегуа, који је сведочио на истрази, тврдило се да је он био само параван за принца, који је од Лидије тражио да се одрекне своје позоришне каријере у његово име. Наводи се и да су власти настојале да сузбију случај тако што су истрагу прогласиле приватном и одбиле приступ изјавама сведока. Слично скандалу у улици Кливленд, само су страни листови помињали Алберта Виктора по имену, док су британски регионални листови цитирали радикални лондонски лист Звезда, који је објавио: „То је чињеница толико добро позната да су слепа порицања тога у појединим круговима детињасто бескорисна. Лидија Мантон је била petite amie извесног младог принца, и то, штавише, врло недавно.“ Овај случај је означен као „скандал првог ранга ... на уснама сваког члана клуба“, и упоређен с афером у Транби Крофту, у којој је његов отац сведочио на суђењу за клевету.
Гласине су се поново појавиле 1900. године, након смрти Алберта Виктора, о његовој повезаности с још једном бившом девојком из Гајетија, Мод Ричардсон (право име: Луиза Ленси), и тврдњама да је краљевска породица покушала да је исплати . Године 2002. писма која је наводно Алберт Виктор послао свом адвокату у вези с исплатом Ричардсоновој у износу од 200 фунти продата су на аукцији у кући Бонамс у Лондону. Због неслагања у датумима и правопису писама, један историчар је сугерисао да би она могла бити фалсификати.
Средином 1890. године, Алберта Виктора је лечило неколико лекара. У његовој и другој кореспонденцији, његова болест је описана само као грозница или гихт. Неки биографи су претпоставили да је боловао од „благог облика полне болести“, можда гонореје, коју је можда имао и раније, али тачна природа његове болести је непозната. Писма из 1885. и 1886. године, која је Алберт Виктор упутио свом лекару у Олдершоту (познатом само као „Рош“), детаљно описују да је узимао лекове за глет (термин који се тада користио за исцедак услед гонореје).

## Смрт
Док су се истовремено разматрали планови за његов брак са Мери и постављење за вицекраља Ирске, Алберт Виктор је оболео током пандемије 1889–1892. Развио је упалу плућа и преминуо у кући Сандрингам у Норфоку 14. јануара 1892, мање од недељу дана након свог 28. рођендана.
Присутни су били родитељи Алберта Виктора, његове сестре принцезе Мод и Викторија, његов брат принц Џорџ, његова вереница принцеза Мери, њени родитељи, војвода и војвоткиња од Тека, три лекара (Алан Рив Менби, Френсис Лејкинг и Вилијам Бродбент) и три медицинске сестре. Капелан принца од Велса, канон Фредерик Херви, стајао је поред Алберта Виктора читајући молитве за умируће.
Нација је била шокирана. Продавнице су затвориле своје ролетне. Принц од Велса је писао краљици: „Радо бих дао свој живот за његов.“ Принцеза Мери је писала краљици о принцези од Велса: „Очајнички израз на њеном лицу био је најпотреснија ствар коју сам икада видела.“ Принц Џорџ је написао: „Колико сам га дубоко волео; и са болом се сећам скоро сваке оштре речи и мале свађе коју сам икада имао са њим и желим да тражим његов опрост, али, авај, сада је прекасно!“ Џорџ је заузео место Алберта Виктора у линији наслеђивања и на крају наследио престо као Џорџ V 1910. године. Током заједничког периода жалости, принц Џорџ се касније оженио Мери 1893. године. Она је постала краљица супруга на Џорџовом ступању на престо.
Мајка Алберта Виктора, Александра, никада се није у потпуности опоравила од смрти свог сина и чувала је собу у којој је преминуо као светилиште. На сахрани, Мери је положила своју изабрану венчану круну од цветова поморанџе на ковчег. Џејмс Кенет Стивен, бивши тутор Алберта Виктора, одбио је сву храну од дана смрти Алберта Виктора и преминуо 20 дана касније; претрпео је повреду главе 1886. године која је довела до психозе. Принц је сахрањен у Алберт меморијалној капели, близу капеле Светог Ђорђа у замку Виндзор. Његов гроб, дело Алфреда Гилберта, сматра се „најфинијим пример скулптуре с краја XIX века скулптуре на Британским острвима“. Над гробом се налази лежећи приказ принца у хусарској униформи (готово немогуће правилно видети на месту). Изнад њега се налази анђео који се клања, држећи небеску круну. Гроб је окружен раскошним оградама, са фигурама светитеља. Перфекциониста Гилберт је потрошио превише на овај пројекат, банкротирао и напустио земљу. Пет мањих фигура било је завршено са већом грубошћу и неравном текстуром након што се уметник вратио у Британију 1920-их.
У једном некрологу, написаном од стране новинара који је тврдио да је присуствовао већини јавних наступа Алберта Виктора, пише:
Лично је био мало познат енглеској јавности. Његово одсуство на мору, путовањима и дужности са својим пуком држало га је подаље од очију јавности... понекад је имао бледу боју лица, што је додатно појачавало озбиљан изглед... не само у метрополи, већ широм земље, некако се увек говорило: 'Он никада неће доћи на престо.'“

## Наслеђе
Током свог живота, већина британске штампе се према Алберту Виктору односила с дубоким поштовањем, а панегирици који су уследили одмах након његове смрти били су пуни хвалоспева. Радикални политичар Хенри Бродхерст, који је упознао и Алберта Виктора и његовог брата Џорџа, приметио је да код њих постоји „потпуно одсуство претварања или охолости“. На дан смрти Алберта Виктора, водећи либерални политичар Вилијам Еварт Гладстон записао је у свом приватном дневнику: „велики губитак за нашу странку“. Међутим, краљица Викторија је у приватним писмима свом најстаријем детету помињала „распусни живот“ Алберта Виктора, што је касније објављено.
Средином XX века, званични биографи краљице Мери и краља Џорџа V, Џејмс Поуп-Хенеси и Херолд Николсон, промовисали су непријатељске оцене живота Алберта Виктора, представљајући га као лењог, недовољно образованог и физички слабог. Тачна природа његових „распусности“ није јасна, али је 1994. Тео Аронсон, на основу „претпостављених доказа“, подржавао теорију да су „неодређене 'распусности' претежно хомосексуалне“. Његова процена је била заснована на „обожавању његове елегантне и посесивне мајке; његовом 'недостатку мужевности'; његовом 'повлачењу од грубих шала'; [и] његовој 'слаткој, нежној, тихој и шармантној' природи“, као и на гласинама из узлице Кливленд и уверењу да „постоји извесна количина хомосексуалности у свим мушкарцима“. Међутим, Аронсон је признао да „оптужбе о хомосексуалности принца Едија треба третирати опрезно“.
Гласине да је Алберт Виктор можда починио или био одговоран за убиства Џека Трбосека први пут су се појавиле у штампи 1962. Касније је, између осталих, Стивен Најт у делу Jack the Ripper: The Final Solution тврдио да је Алберт Виктор имао дете са женом из четврти Вајтчепел у Лондону, а да су он или неколико високих званичника починили убиства како би прикрили његову индискрецију. Иако су ове тврдње често понављане, научници су их одбацили као фантазије, позивајући се на неоспориве доказе о принчевој невиности.
На пример, 30. септембра 1888, када су Елизабет Страјд и Катарина Едоуес убијене у Лондону, Алберт Виктор је био у Балморалу у Шкотској. Према званичном дворском кругу, породичним дневницима и писмима, новинским извештајима и другим изворима, није могао бити у близини било ког од убистава. Друге маштовите теорије завере укључују да је преминуо од сифилиса или отрова, да је гурнут са литице по налогу лорда Рандолфа Черчила, или да је његова смрт лажирана како би био уклоњен из линије наслеђивања.
Посмртна репутација Алберта Виктора постала је толико лоша да је 1964. Филип Магнус његову смрт назвао „милостивим чином провиђења“, подржавајући теорију да је његова смрт уклонила неподобног наследника престола и заменила га поузданим и трезвеним Џорџом V. Године 1972, Мајкл Харисон је био први савремени аутор који је поново проценио Алберта Виктора и приказао га у симпатичнијем светлу. Биограф Ендру Кук наставио је покушаје рехабилитације његове репутације, тврдећи да је недостатак његовог академског напретка делимично последица некомпетентности његовог тутера Далтона, да је био топао и шармантан човек, да нема опипљивих доказа о његовој хомосексуалности или бисексуалности, да је имао либералне ставове, посебно о ирској самоуправи, и да су његову репутацију умањили биографи који су желели да побољшају имиџ његовог брата Џорџа.

### Фикционалне интерпретације
Теорије завере око Алберта Виктора довеле су до његовог приказивања у филмовима као некога ко је на неки начин одговоран за или умешан у убиства Џека Трбосека. У Шерлок Холмс мистерији Murder by Decree из 1979. године, коју је режирао Боб Кларк, „војводу од Кларенса (Едија)“ играо је Робин Маршал. Филм Jack the Ripper из 1988. године представио је Марка Калвика као принца Алберта Виктора. Семјуел Вест је играо „принца Едија“ у The Ripper (1997), након што је претходно глумио Алберта Виктора као дете у ТВ мини-серији Edward the Seventh из 1975. године. Алберт Виктор је приказан у старијим годинама у серији Edward the Seventh од стране Џерома Вотса и Чарлса Данса.
Од 1989. до 1998. године, Алан Мур и Еди Кембел објављивали су графички роман From Hell у серијализованом облику, заснован на теорији Стивена Најта. Овај роман је адаптиран у истоимени филм из 2001. године у режији браће Хјуз. Марк Декстер је тумачио улоге „принца Едварда“ и „Алберта Сикерта“. Прича, која се у великој мери ослања на исте изворе као и Murder by Decree, такође је основа за драму Force and Hypocrisy Дага Лусија. Алберт Виктор се појављује и као значајан, али неприсутан лик у делу The Flea из 2023. године, заснованом на скандалу из Кливленд улице

## Одликовања
Британска одликовања
- KG: Краљевски витез пратилац најплеменитијег реда подвезице, 3. септембар 1883.
- KP: Почасни витез најсјајнијег реда Светог Патрика, 28. јун 1887.
- ADC: Лични ађутант краљице, 21. јун 1887.
- LLD: Доктор права, Универзитет у Даблину, 1887.
- LLD: Доктор права, Универзитет у Кембриџу, 1888.
- Заменик приора Часног реда Светог Јована Јерусалимског, 1888.[123]

Страна одликовања
- Холандија: Велики крст Реда холандског лава, 13. јануар 1885.[122][124]
- Краљевина Португал: Велики крст Краљевског војног реда куле и мача, 5. март 1885.[125]
- Рестаурација (Шпанија): Велики крст Краљевског и истакнутог реда Карла III, са огрлицом, 23. јануар 1885.[126]
- Отоманско царство: Ред Османије, I класа с дијамантима.[122]
- Краљевина Румунија: Велики крст Реда звезде Румуније[122]
- Краљевина Италија: Витез Врховног реда Светог Благовештења, 8. јануар 1885.[127]
- Царство Бразил: Велики крст Реда Јужног крста[122]
- Саксен-Кобург и Гота, Војводство Сакс-Алтенбург, Сакс-Мајнинген: Велики крст Сакс-Ернестинског кућног реда, 1883.[128]
- Велико војводство Хесе: Велики крст Великодукског хесенског реда Лудвига, 30. април 1884.[129]
- Сакс-Вајмар-Ајзенах: Велики крст Реда белог сокола, 1885.[130]
- Данска: Витез Реда слона, 11. октобар 1883.[131]
- Шведска и Норвешка: Витез Краљевског реда Серафима, 8. јануар 1885.[132]
- Краљевина Пруска: Витез Реда црног орла, 8. јануар 1885.[133]
- Белгија: Велики кордон Реда Леополда, 1885.[134]
- Аустријско царство, Краљевина Мађарска: Велики крст Краљевског мађарског реда Светог Стефана, 1887.[135]

### Војна одликовања
- 1877–1879: CКадет на школском броду HMS Britannia, Дартмут, Девон.
- 1879–1880: Кадет на броду HMS Bacchante
- Средњи официр, 1880–1883: Унапређен у чин средњег официра на броду HMS Bacchante[122]
- Поручник, 1886–1887: Постављен за поручника у 10. (Принчевом) краљевском хусарском пуку[122]
- Капетан, 1887: Унапређен у капетана у 9. краљичином краљевском копљаничком пуку[122]
- Капетан, 1887–1889: Капетан у 3. краљевском пуку краљевских стрелаца[122]
- Мајор, 1889–1892: Мајор у 10. (Принчевом) краљевском хусарском пуку[122]

### Почасна војна именовања
Британска
- Почасни поручник, Краљевска морнаричка резерва, 8. јануар 1883.[136]
- Почасни пуковник, 4. пук, Бенгалска пешадија.[137]
- Почасни пуковник, 4. Бомбајска коњица.[138]
- Почасни пуковник, 1. Пенџабска коњица[139]
- Почасни пуковник, Трећи градски лондонски добровољачки пук стрелаца (7. (Градски лондонски) батаљон, Лондонски пук), 1890–1892.[140]

### Амблем
Са својим војводством, Алберту Виктору је додељен грб, краљевски грб Уједињеног Краљевства, који се разликује по штиту који приказује грб Саксоније и налепници са три сребрна крака, са централним краком који носи црвени крст.

## Породично стабло
Lua грешка in Модул:Ahnentafel at line 143: attempt to concatenate field 'име' (a nil value).